# Институт исследования науки, технологий и инноваций
Институт исследования науки, технологий и инноваций (англ. Institute for the Study of Science, Technology and Innovation, ISSTI) — междисциплинарный исследовательский центр, базирующийся в Великобритании.

## История
Институт создан в 2001 году для объединения групп учёных и отдельных исследователей Эдинбургского университета, Эдинбург, Великобритания. Институт объединяет деятельность в области исследований, преподавания и передачи знаний по социальным и политическим аспектам науки, технологий и инноваций.

## Основатели
Институт возник в результате междисциплинарного исследовательского сотрудничества, созданного группами специалистов и ученых Эдинбургского университета в рамках Программы Экономического и социального исследовательского совета по информационным и коммуникационным технологиям, координируемой Исследовательским центром социальных наук. Другими членами-основателями были предметная группа социологии и отдел научных исследований при Эдинбургском университете, Японско-европейский институт технологических исследований (JETS), группа предпринимательства и инноваций в Школе бизнеса и экономики, а также Innogen Centre.

## Направления
В институте работают более 100 сотрудников и студентов-исследователей. Он представляет собой одну из наиболее междисциплинарных группировок в области исследований науки, технологий и инноваций, судя по количеству совместных публикаций и издательских ресурсов.
Исследовательская деятельность института делится на четыре направления:
1. Инновации в области медико-биологических наук.
2. Информационные и коммуникационные технологии[9].
3. Энергетические технологии и экологические инновации.
4. Историческая социология науки, технологий и медицины.

## Внешние ссылки
- Институт исследования науки, технологий и инноваций — официальный сайт